# Port de Ripetta
El Port de Ripetta, en italià: Porto di Ripetta va ser el port de la ciutat de Roma. Estava situat a la riba del riu Tíber i va ser dissenyat i construït l'any 1704 per l'arquitecte barroc Alessandro Specchi. Se situava enfront de l'església de San Girolamo degli Schiavoni, les seves parets descendien fent corbes des del carrer al riu. Aquest port ja no existeix però se'n sap l'aspecte pels gravats i per les primeres fotografies.
Estava situat a la riba esquerra del Tíber: el Porto di Ripa Grande estava a l'altra banda del riu.
Durant la segona meitat del segle xix, les ribes i carreteres al llarg del Tíber van ser refetes radicalment per millorar la defensa de Roma davant les inundacions i les seves connexions de transport. La nova carretera de la riba esquerra es va dir Lungotevere.
Es va construir un pont de ferro al Port de Ripetta entre 1877-1879 adjacent al port. Això va portar a la construcció d'un altre ponte, el Ponte Cavour, inaugurat el 1901, i el Porto di Ripetta va ser derribat.